# Banankoro (Côte d'Ivoire)
Pour l’article homonyme, voir Banankoro.
Banankoro est un village de Côte d'Ivoire, situé dans la région du Folon, dans la sous-préfecture de Kaniasso, département du même nom.